# King Charles spániel
A King Charles spániel egy az Nemzetközi Kinológiai Szövetség által elismert brit kutyafajta: 9. FCI-csoport, 7. szekció, 128. standard.
A King Charles spánielt az európai királyi udvarokban népszerű törpespánielekből tenyésztették ki. Első klubját 1885-ben alapították, a Kennel Club pedig 1892-ben ismerte el önálló fajtaként.
Ezt az intelligens, ragaszkodó, szeretetre méltó, jó mozgású kutyát kizárólag kedvtelésből tartják, luxuskutyának számít.